# Кропоткин, Пётр Алексеевич
Пётр Алексе́евич Кропо́ткин (27 ноября [9 декабря] 1842, Москва, Московская губерния, Российская империя — 8 февраля 1921[…], Дмитров, Московская губерния, РСФСР) — русский революционер-анархист, географ и геоморфолог. Из княжеского рода Кропоткиных.
Исследователь тектонического строения Сибири, Центральной Азии и ледникового периода. Историк, философ и публицист, эволюционист, создатель идеологии анархо-коммунизма и один из самых влиятельных теоретиков анархизма.

## Биография
Родился 27 ноября (9 декабря) 1842 года в Москве в доме 26 по Штатному переулку.
Его семья принадлежала к древнему роду князей Смоленских, Рюриковичей в тридцатом поколении. Фамилия происходила от прозвища князя Дмитрия Васильевича Крапотки (Кропотки), современника Ивана III.

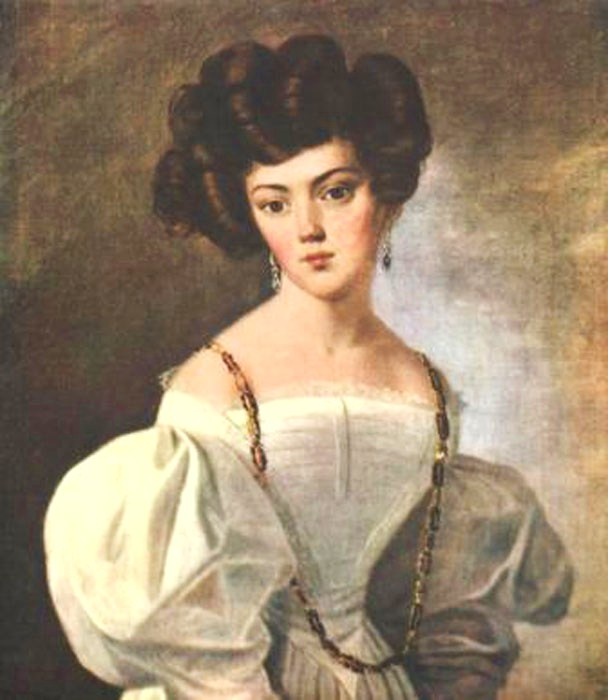
Екатерина Николаевна Кропоткина, урождённая Сулима. Портрет неизвестного художника

Отец — князь Алексей Петрович Кропоткин (1805—1871) — генерал-майор, владел в трёх губерниях имениями с более чем 1200 крепостных мужиков с семьями.
Мать — Екатерина Николаевна Сулима, умерла, когда Петру было три с половиной года. По линии матери Пётр — внук героя Отечественной войны 1812 года генерала Н. С. Сулимы.

### Образование и военная служба

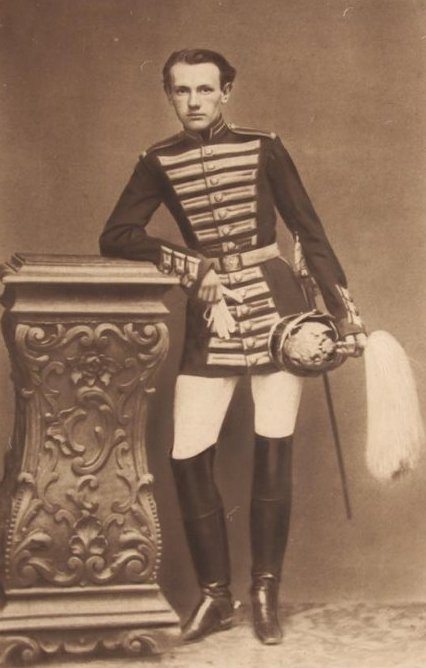
Пётр Кропоткин в Пажеском корпусе

Среднее образование получил в 1-й Московской гимназии, окончил с отличием Пажеский корпус (1862), был произведён в офицеры. После окончания Пажеского корпуса добровольно избрал военную службу в Сибири в казачьих частях. 8 октября 1862 года 19-летний Пётр был назначен в Читу в чине есаула чиновником по особым поручениям при и. о. губернатора Забайкальской области генерал-майоре Болеславе Казимировиче Кукеле.
Под командованием Кукеля прослужил в Амурском казачьем войске несколько лет. Участвовал в экспедициях в Восточной Сибири, в Маньчжурии, сплавлялся по рекам Ингоде, Шилке, Амуру (1864—1865), где занимался геологическими, орографическими, картографическими и палеогляциологическими исследованиями.

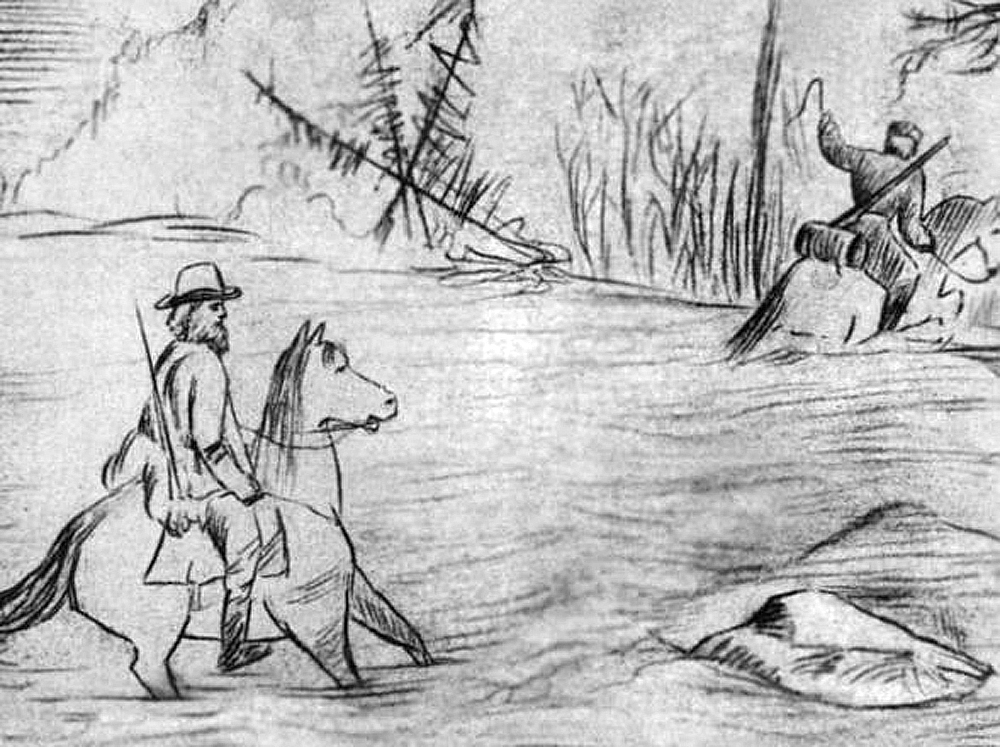
Рисунок Кропоткина в сибирской экспедиции, между 1862 и 1865 годами

В 1864 году, под именем «купца Петра Алексеева», пересёк Маньчжурию с запада на восток, следуя из Старо-Цурухайтуя в Благовещенск через горы Большого Хингана (2034 м). Обнаружил вулканогенный рельеф в хребте Ильхури-Алинь (1290 м). Осенью того же года участвовал в экспедиции Г. Ф. Черняева по реке Сунгари, от устья до города Гирина, на пароходе «Уссури». Собрал материал по общественному устройству бурятов, якутов и тунгусов.

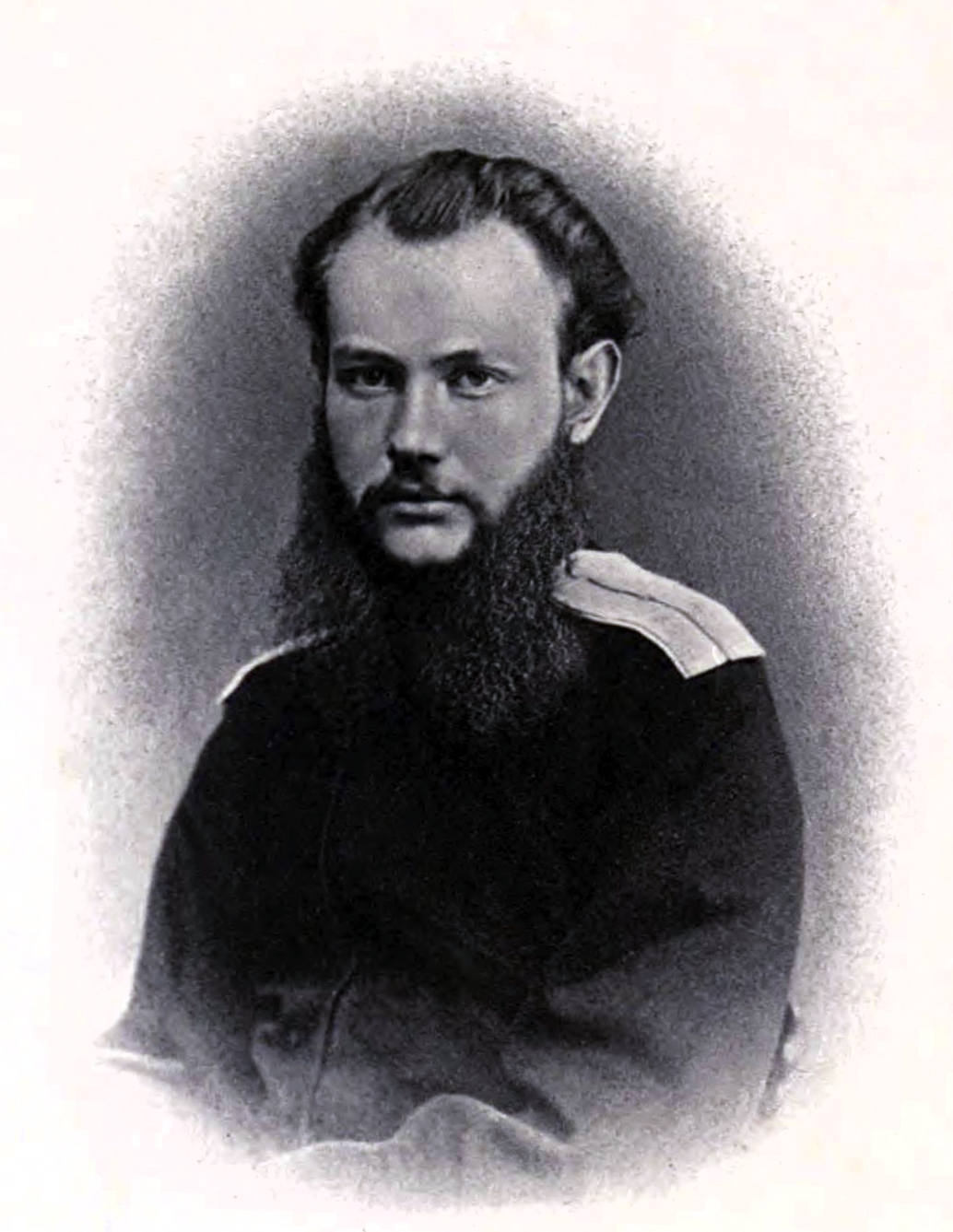
Кропоткин в 1864 году

В 1865 году совершил экспедицию в Восточные Саяны, прошёл всё течение реки Иркута (488 км, левый приток Ангары). Обследовал Тункинскую котловину и верхнее течение реки Оки, где открыл вулканические кратеры в долине Хигол.
В 1866 году возглавил Олёкминско-Витимскую экспедицию Восточно-Сибирского отделения Императорского Русского географического общества. Профинансировали экспедицию золотопромышленники, заинтересованные в прокладке удобного пути от Ленских золотых рудников к Чите. В мае 1866 года экспедиция, вышедшая из Иркутска, достигла Лены и спустилась по ней на 1500 км вниз к устью Витима. Оттуда повернула на юг, поднялась на Патомское нагорье (1771 м), пересекла его в верхнем течении реки Жуи (337 км, бассейн Олёкмы), где достигла Ленских золотых приисков и продолжила путь на юг. В районе приисков Кропоткин открыл ледниковые наносы, послужившие основанием для доказательства наличия в прошлом ледникового покрова Сибири. Экспедиция пересекла хребет Кропоткина (открыт Петром Алексеевичем, высота — 1647 м, служит водоразделом Жуи и Витима) и хребты Делюн-Уранский (2287 м) и Северо-Муйский (2561 м), достигла реки Муи (288 км, левый приток Витима). Продолжая движение на юг, завершила открытие Южно-Муйского хребта, пересекла Витимское плоскогорье (1200—1600 м) и Яблоновый хребет (1680 м), и по реке Чита спустилась к одноимённому городу. На левом берегу реки были открыты северо-восточные отроги хребта Черского.
Кропоткин встречался с декабристами Д. И. Завалишиным и И. И. Горбачевским, ссыльнокаторжным революционером М. Л. Михайловым.
Участвовал в комиссиях по подготовке проекта реформ тюрем и систем ссылки, а также работал над составлением проекта городского самоуправления, однако вскоре был разочарован существующим управленческим аппаратом и потерял интерес к идее реформистского преобразования.
В газете «Московские ведомости» и, чаще, в воскресном приложении к ней («Современная летопись»), в журналах «Русский вестник», «Записки для чтения» и др. печатал свои путевые заметки о Сибири, Забайкалье, Маньчжурии.
Весной 1867 года, после восстания польских каторжан 1866 года, Пётр и его брат Александр расстались с военной службой. Ни тот, ни другой не участвовали в подавлении этого восстания.

### Студенческие годы и научная деятельность
В начале осени 1867 года Кропоткин и его брат со всей семьёй переехали в Санкт-Петербург. Тогда же 24-летний Пётр поступил на математическое отделение физико-математического факультета Санкт-Петербургского университета и одновременно на гражданскую службу в Статистический комитет Министерства внутренних дел, которым руководил крупный учёный-географ и путешественник П. П. Семёнов (Тян-Шанский). В 1868 году был избран членом Императорского Русского географического общества (ИРГО) и позже, в этом же году, — секретарём Отделения физической географии ИРГО, награждён золотой медалью за отчёт об Олёкминско-Витимской экспедиции.
Зарабатывал переводами (в том числе Спенсера, Дистервега), написанием научных фельетонов для газеты «Санкт-Петербургские ведомости». При этом несколько лет занимается научной работой на тему строения горной Азии и законов расположения её хребтов и плоскогорий.

Эту работу я считаю моим главным вкладом в науку. Вначале я намеревался написать объёмистую книгу, в которой мои взгляды на орографию Сибири подтверждались бы подробным разбором каждого отдельного хребта, но когда в 1873 году я увидал, что меня скоро арестуют, я ограничился тем, что составил карту, содержащую мои взгляды, и приложил объяснительный очерк. И карта, и очерк были изданы Географическим обществом под наблюдением брата, когда я уже сидел в Петропавловской крепости. Петерман, составлявший тогда свою карту Азии и знавший мои предварительные работы, принял мою схему для атласа Штиллера и своего карманного маленького атласа, где орография так превосходно была выражена гравюрою на стали. Впоследствии её приняло большинство картографов.

Среди других его работ в ИРГО имеет большое значение блестяще написанная им записка «Доклад комиссии по снаряжению экспедиции в северные моря» («Известия ИРГО», VII, 1871). В этой записке предлагалось снарядить большую морскую экспедицию от Новой Земли к Берингову проливу. Кропоткин предполагал стать во главе этой разведочной экспедиции, но министерство финансов не отпустило денег на приобретение судна. Между тем, изучая литературу для упомянутой записки, Кропоткин пришёл к выводу, что

К северу от Новой Земли должна существовать земля, лежащая под более высокой широтой, чем Шпицберген. На это указывали: неподвижное состояние льда на северо-запад от Новой Земли, камни и грязь, находимые на плавающих здесь ледяных полях, и некоторые другие мелкие признаки. Кроме того, если бы такая земля не существовала, то холодное течение, несущееся от Берингова пролива к Гренландии, непременно достигло бы Нордкапа и покрыло бы берега Кольского полуострова льдом, как это мы видим на крайнем севере Гренландии.

Земля, существование которой предсказал Кропоткин, была в 1873 году открыта австрийской экспедицией Пайера — Вейпрехта, вероятно, на основании публикаций Кропоткина, и названа в честь кайзера — Землёй Франца-Иосифа.
Летом 1871 года Кропоткин отправился от Географического общества в научно-исследовательскую поездку по Финляндии и Швеции с целью изучения глетчеров. Однако «разъедающее противоречие» окружающего мира заставило его отставить научную деятельность на второй план.
Осенью, вернувшись в Москву, узнал о смерти своего отца.

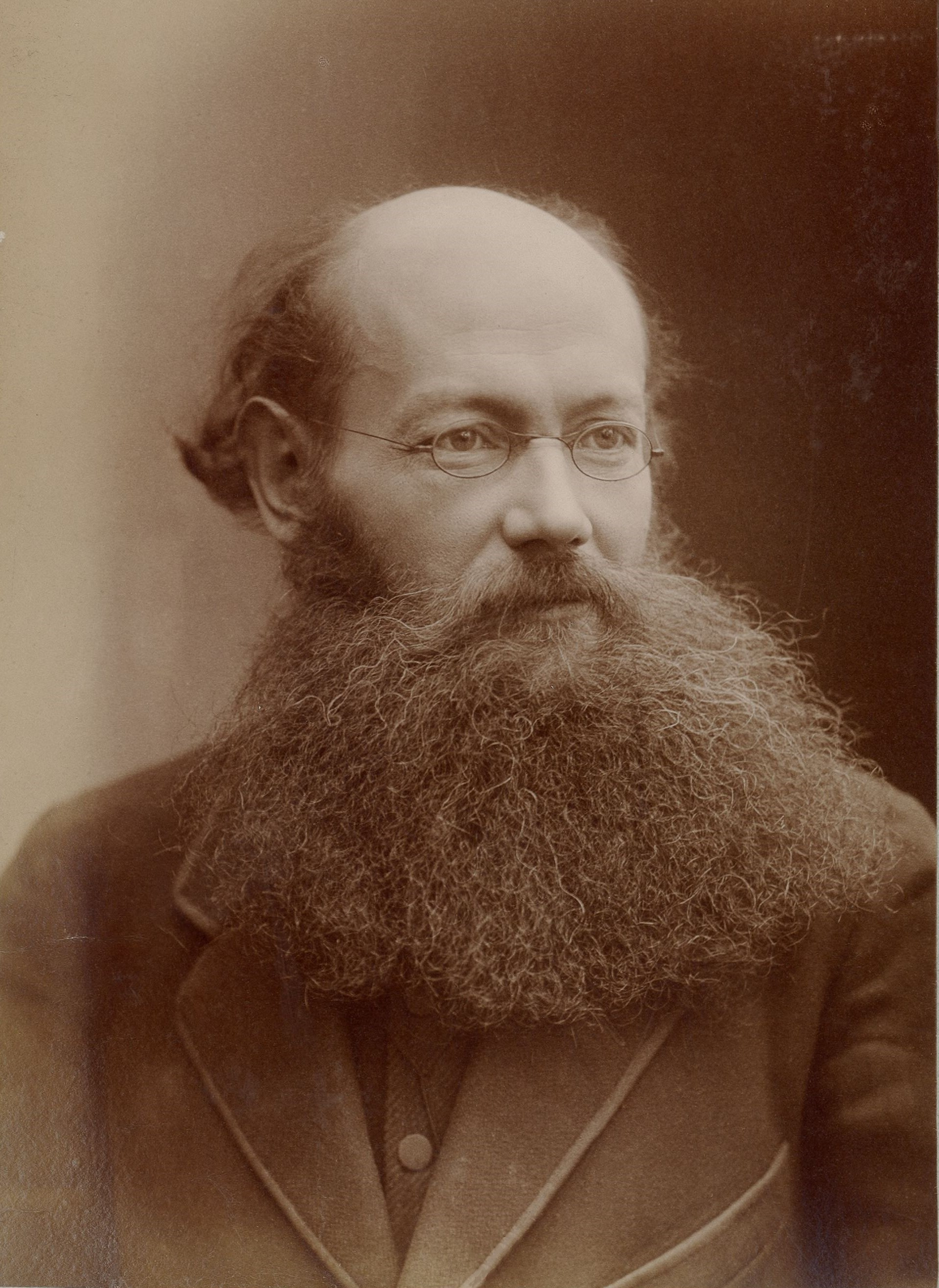
Фото около 1876

### Поездка в Европу. Первый Интернационал
В 1872 году Кропоткин получил разрешение на поездку за границу. В Бельгии и Швейцарии он встретился с представителями российских и европейских революционных организаций, в том же году вступил в Юрскую федерацию Первого Интернационала (реальным лидером которой был Михаил Бакунин).

### «Чайковцы»
По возвращении в Россию, не оставляя работу секретаря отдела физической географии Русского географического общества, Кропоткин стал членом наиболее значительной из ранних народнических организаций — «Большого общества агитации», известного как кружок «чайковцев». Вместе с другими членами кружка он вёл революционную агитацию среди рабочих Петербурга, был одним из инициаторов «хождения в народ».

### Арест, заключение и побег

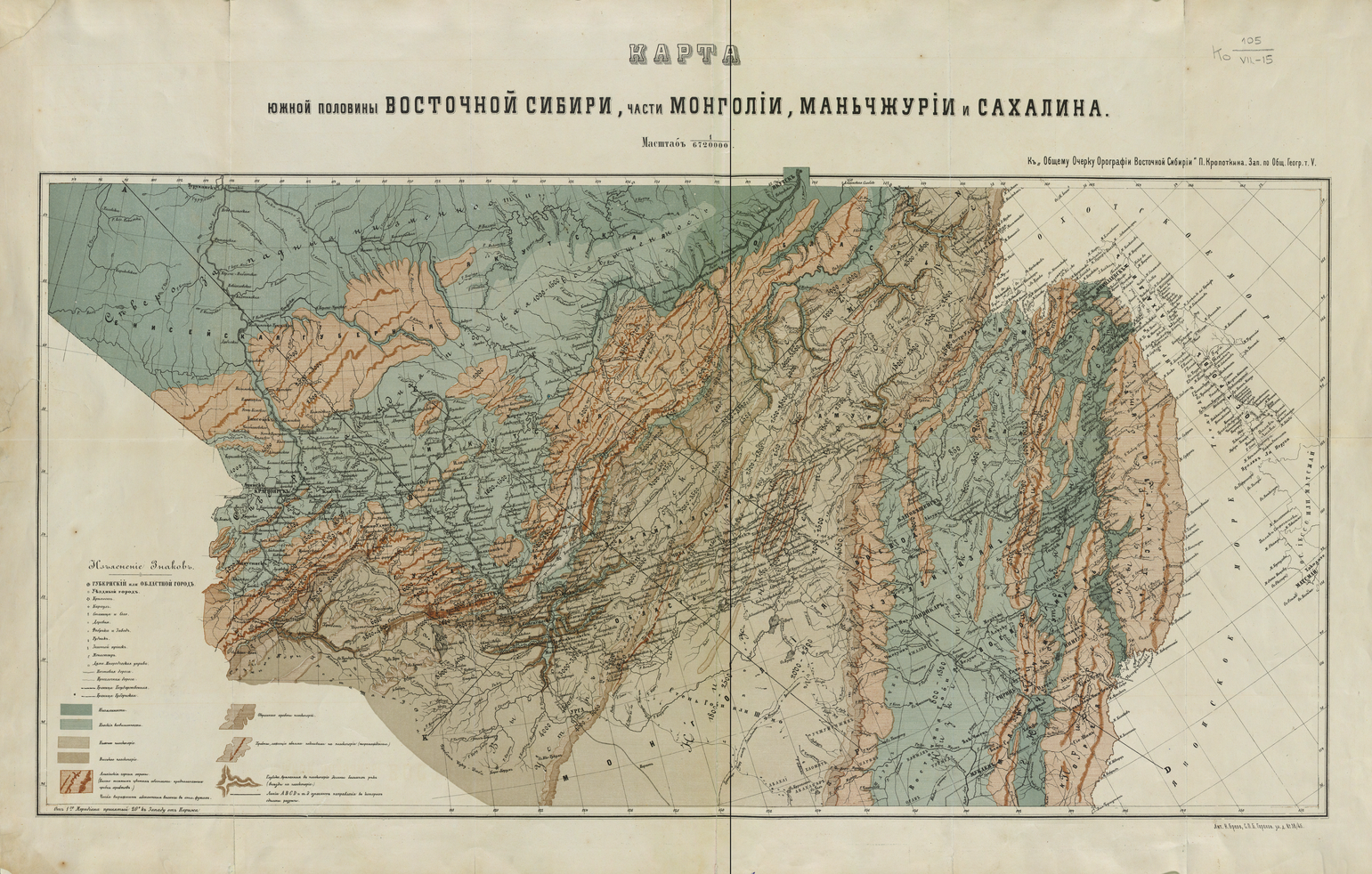
«Карта южной части Восточной Сибири и части Монголии, Маньчжурии и Сахалина» 1875 года, приложенная к написанному Кропоткиным «Общему очерку орографии Восточной Сибири»

21 марта 1874 года 31-летний Пётр Кропоткин сделал сенсационный доклад в Географическом обществе о существовании в недалёком прошлом ледниковой эпохи. А на следующий день он был арестован за принадлежность к тайному революционному кружку и заключён в тюрьму Трубецкого бастиона в Петропавловской крепости.
Значимость сделанного учёным в науке была столь велика, что ему, по личному распоряжению Александра II, были предоставлены перо, бумага и возможность работать в тюрьме, где им была написана работа «Исследования о ледниковом периоде», обосновывающая ледниковую теорию — одну из важнейших в науках о Земле. Кропоткин предсказал существование и рассчитал координаты Земли Франца-Иосифа, Северной Земли и Барьера Кропоткина (цепь полярных островов на севере Баренцева и Карского морей — от Земли Франца-Иосифа до Северной Земли) в целом, благодаря чему сохранился суверенитет России над открытыми им землями, несмотря на их первые посещения иностранными, а не русскими, экспедициями).
Условия тюремного заключения, напряжённый умственный труд подорвали здоровье Кропоткина. С признаками цинги он был переведён в арестантское отделение Николаевского военного госпиталя. 30 июля 1876 года Кропоткин совершил побег из арестантского отделения (двухэтажный флигель за главным зданием).

Громадный Николаевский военный госпиталь, на Песках, вмещавший, насколько мне помнится, от тысячи до двух тысяч больных, состоял из главного корпуса, фасадом на улице, и множества флигелей и бараков, расположенных позади него. Одно из этих надворных зданий было занято заключёнными под стражу больными и называлось «арестантским отделением». Из него совершил свой замечательный побег П. А. Кропоткин в 1876 г.
Для дежурства по Николаевскому госпиталю наряжались по два офицера от одного и того же полка. Младший дежурил исключительно по арестантскому отделению, из которого не имел права отлучаться. Старший имел надзор за всем госпиталем, включая, на моей ещё памяти, и арестантское отделение, куда он приходил навещать своего более одинокого товарища по полку.
— В. Г. Чертков, «Дежурство в военных госпиталях»
Вскоре Кропоткин покинул Российскую империю. Пробравшись через Финляндию, Швецию и Норвегию, из Христиании отплыл в Гулль (Великобритания).

### Эмиграция (1876—1917)

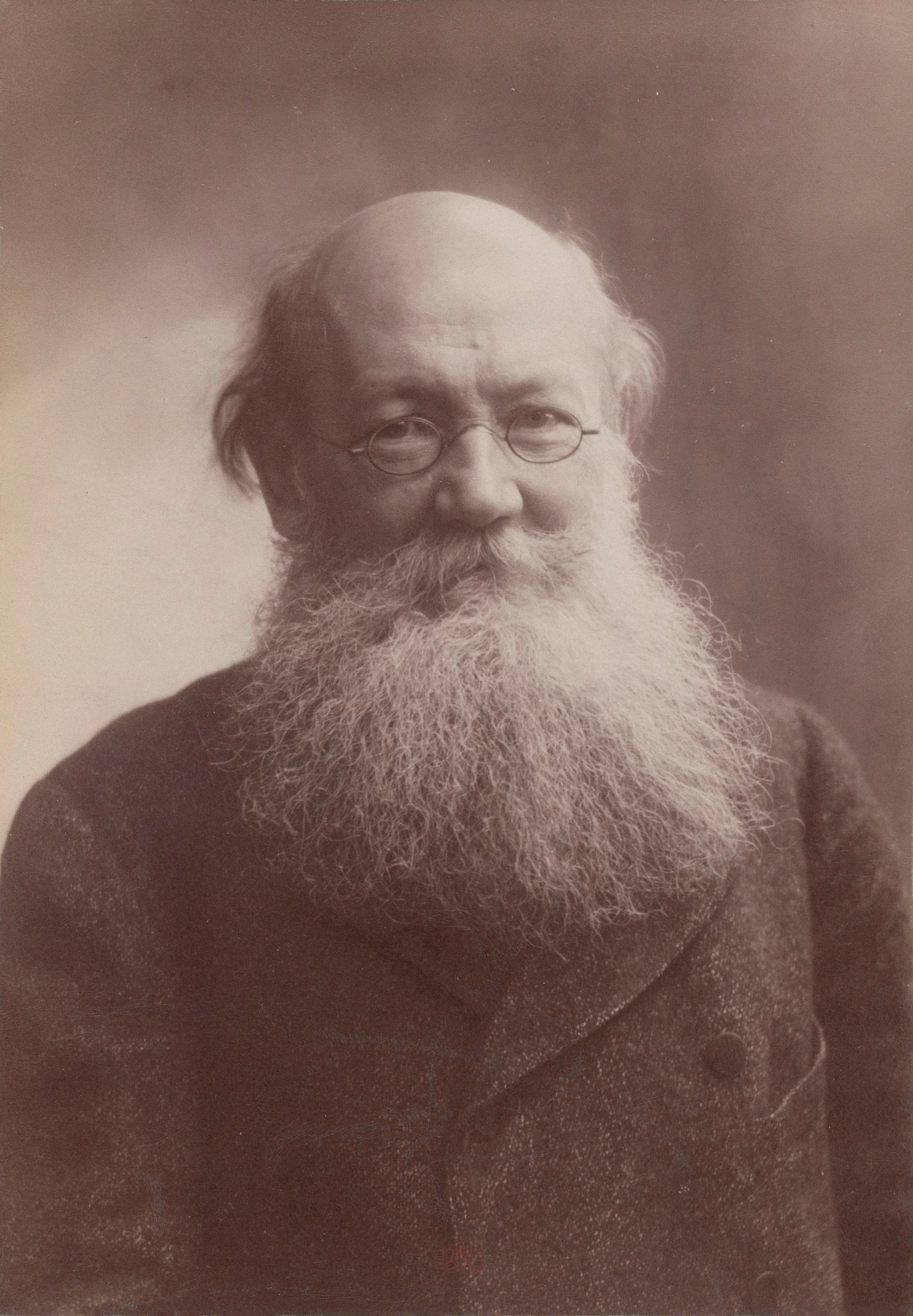
Фото около 1900 года

Покидая Россию, Кропоткин надеялся через несколько месяцев, когда активные поиски будут прекращены, вернуться под другим именем. Сначала он прибыл в Великобританию, где находился недолго. Революционные интересы звали его в Швейцарию, и, как только это стало возможным (в январе 1877 года), он выехал из Лондона.
В Швейцарии Кропоткин поселился в Ла-Шо-де-Фон, небольшом городе, где население занималось преимущественно часовым ремеслом. Часовщики составляли главную аудиторию анархистской пропаганды, из часовщиков же выходили и некоторые лидеры этого движения.

Кропоткин был всегда завален работой: писал для разных учёных органов, переводил для наших ежемесячных журналов с иностранных языков, которых знал множество; но более всего времени отнимали у него, кроме издаваемого им французского листка, частые выступления на анархических собраниях. Он считался выдающимся оратором. Действительно, Кропоткин обладал всеми качествами, необходимыми для влияния на массы: привлекательной внешностью, страстностью, пламенностью, хорошим голосом и дикцией. По всесторонности развития он, несомненно, стоял значительно выше всех тогдашних последователей Бакунина, не исключая и Реклю… Решительно все, как русские, так и иностранцы, относились к нему с большим уважением и симпатией.
— Л. Г. Дейч, «Русская революционная эмиграция 70-х годов».
18 марта 1877 года, в шестую годовщину Парижской коммуны, вместе с другими членами Юрской федерации принял участие в демонстрации, состоявшейся в Берне. В сентябре, в качестве делегата от Швейцарской Юры, участвовал в двух конгрессах анархистов в Бельгии: 6—8 сентября в Вервье, 9—15 сентября в Генте, где бельгийская полиция попыталась арестовать его. Однако ему удалось скрыться и добраться до Лондона. Оттуда Кропоткин отправился в Париж, где встречался с французскими социалистами.
Весной 1878 года, после очередной годовщины Коммуны, в Париже был осуществлён ряд репрессий, из-за чего Кропоткин, случайно избежав ареста, покинул Францию. Он снова вернулся в Швейцарию, поселившись в Женеве.
В 1878 году, в 36 лет, Кропоткин женился на Софье Григорьевне Ананьевой-Рабинович, молодой девушке, приехавшей учиться в Швейцарию из Томска. Вскоре после женитьбы они переехали из Женевы в Кларан.
Романские страны стали главной ареной деятельности Кропоткина. Основные силы он вкладывал в пропаганду и агитацию на французском языке. В феврале 1879 года начала выходить газета «Le Révolté» («Бунтарь»), созданная Кропоткиным и его помощниками.
В 1881 году швейцарское правительство, по предложению правительства Российской империи, предписало Кропоткину, как опасному революционеру, покинуть пределы страны. Кропоткин переехал во Францию.
22 декабря 1882 года Кропоткин вместе с лионскими анархистами был арестован французской полицией по обвинению в организации взрывов в Лионе. В январе 1883 года в Лионе состоялся суд; под давлением правительства Российской империи Кропоткин был приговорён к пятилетнему тюремному заключению по обвинению «за принадлежность к Интернационалу», которого к тому времени уже не существовало. Не помог протест левых депутатов парламента Франции, не помогла и петиция виднейших общественных деятелей, подписанная Спенсером, Гюго, Ренаном, Суинберном и др. Как до суда, так и в течение двух месяцев после него Кропоткин находился в лионской тюрьме.
В середине марта Кропоткина в числе 22 других заключённых по Лионскому процессу перевели в центральную тюрьму в Клерво. За год тюремного заключения состояние его здоровья ухудшилось: мучили боли в боку, цинга и малярия. Но благодаря стараниям жены Кропоткина, заботившейся о нём в течение всего срока заключения, условия содержания вскоре улучшились, появилась возможность работать. В Клерво Кропоткин написал на английском языке статью «Чем должна быть география» (впервые опубликована в 1885 году в журнале «The Nineteenth Century» (англ.) («Девятнадцатый век»)). В середине января 1886 года благодаря протестам левых депутатов и целого ряда общественных деятелей Кропоткин получил свободу.
Весной 1886 года он вместе с семьёй переселился в Великобританию, где проживал вплоть до 1917 года. Здесь Кропоткин продолжил своё сотрудничество с «Британской энциклопедией», для которой он в 1875—1911 годах написал ряд статей по географии России, таких, как «Russia» (1908 Encyclopedia), «Cossacks» (1911 Encyclopedia) и др. Наибольшую ценность представляет статья «Siberia» (1902 Encyclopedia), в значительной мере основанная на личных исследованиях и открытиях есаула Кропоткина. Активно сотрудничал князь Кропоткин и в «Энциклопедии Чемберса».
В 1897 году Кропоткин посетил Канаду и высказал мысль о геологическом родстве Канады и Сибири.
В 1912 году анархисты Европы, Америки и Австралии торжественно отметили 70-летие со дня рождения Кропоткина.
В 1914 году, в начале Первой мировой войны, князь Кропоткин на страницах «Русских Ведомостей» высказал твёрдую про-Антантовскую позицию.

### Возвращение в Россию. 1917 год.

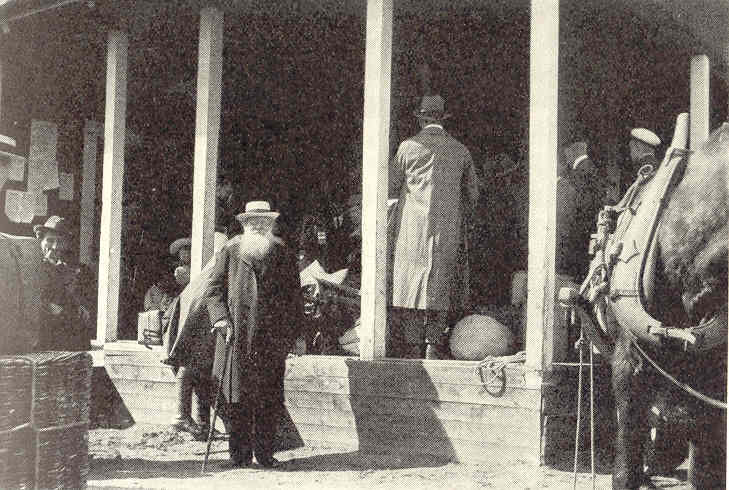
Кропоткин проездом в Хапаранде, 1917

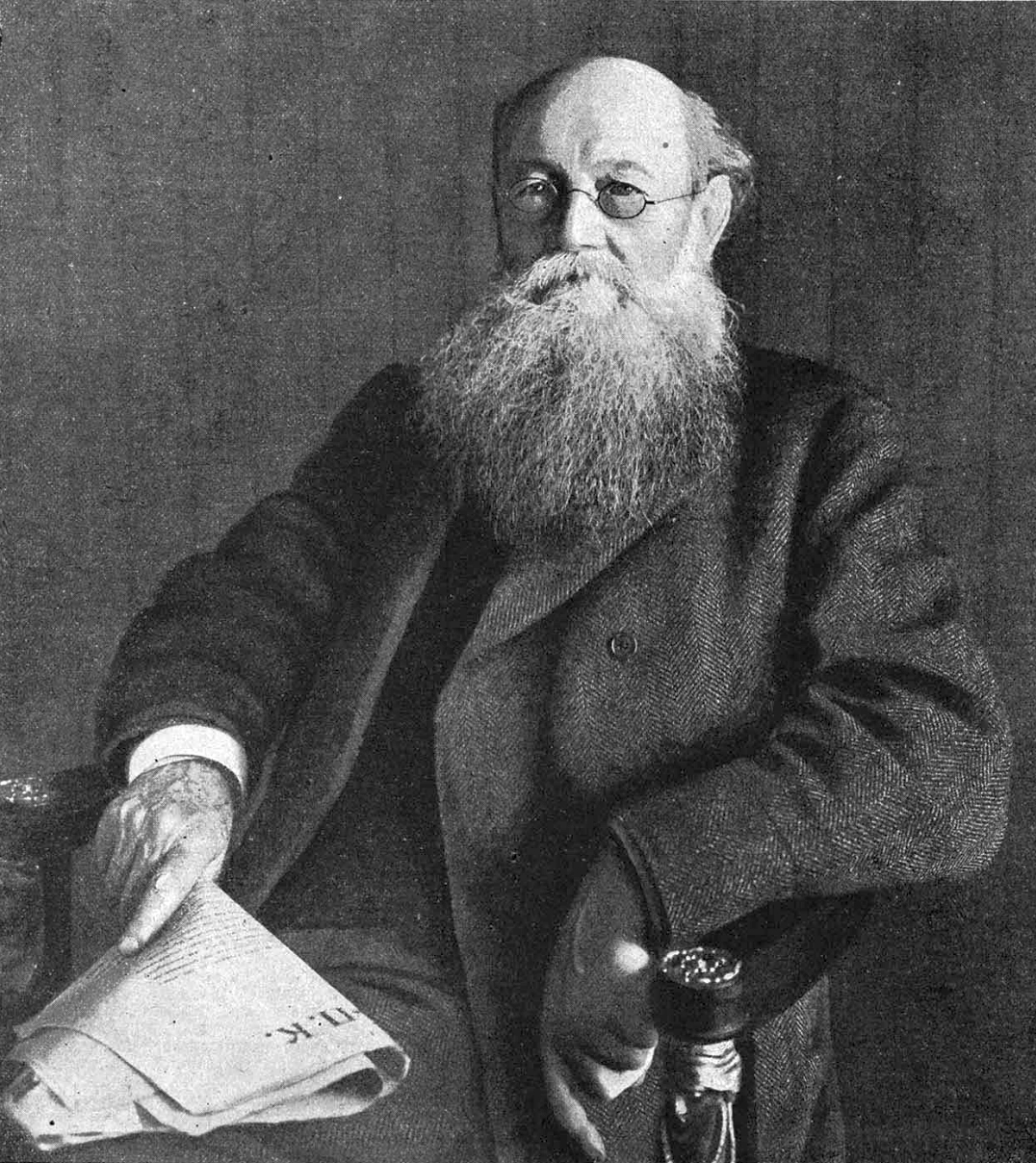
В 1917 году

После Февральской революции 74-летний Кропоткин вернулся в Россию. 30 мая 1917 года в 2 часа 30 минут он прибыл на Финляндский вокзал в Петрограде. В зале его ждали военный министр Александр Керенский и старый друг Николай Чайковский, ставший после Февральской революции депутатом Петроградского совета рабочих и солдатских депутатов.
Печать широко отметила приезд старого эмигранта. По случаю возвращения Кропоткин получал поздравления как от частных лиц, так и от общественных и государственных организаций.
Отвечая 17 июня на приветствие солдат Семёновского полка, Кропоткин, в духе своих прежних оборонческих статей и писем, призвал их, «во-первых, сохранить то, что нам дала наша революция, не позволить императорам германскому и австрийскому вырвать у нас дорогую нам свободу и, во-вторых, <…> приступить к строительству новых форм жизни, таких, чтобы доставить каждому и каждой благосостояние в обмен на их труд, облегчить им полную возможность развития и сознательного участия в устройстве новой общественной жизни».
После Февральской революции возникавшие комитеты, клубы, общества стремились заручиться именем П. А. Кропоткина. 22 июня Комитет по формированию добровольческого отряда из увечных воинов выдвинул его в свои почётные члены.
Из воспоминаний адвоката, председателя Совета присяжных поверенных Н. П. Карабчевского:

Мне, в качестве председателя комиссии по расследованию неприятельских зверств, практиковавшихся по отношению к нашим военнопленным, удалось дважды принять участие в подобных концертах-митингах, устроенных с благотворительною целью для нужд военнопленных.
На одном, в котором впервые появлялся перед Петроградской публикой незлобивый «анархист», престарелый князь Кропоткин, только что прибывший из Англии, я даже председательствовал. Я и рекомендовал его, при громах рукоплесканий переполнившей зал Мариинского театра публики. Добродушно-старческая, милая речь его, заключавшаяся в восхвалении дружного энтузиазма наших союзников, и в особенности англичан, порадовала многих, так как иные не представляли себе ранее «анархиста» иначе, как в образе зверином.
— Т. А. Семёнова (Рихтер), «От Февраля к Октябрю 1917 года»
3—4 июля в Петрограде прошло вооружённое выступление-демонстрация, организованное большевиками. Всероссийский Исполнительный Комитет (ВЦИК), избранный на 1-м Всероссийском съезде Советов в июне 1917 года, объявил события в столице «большевистским заговором» и признал «неограниченные полномочия и неограниченную власть» Временного правительства. Июльский кризис положил конец двоевластию. Новое правительство возглавил эсер Александр Керенский. Петроград был объявлен на чрезвычайном положении. Начались аресты большевиков; Ленину, обвинённому в организации вооружённого мятежа и шпионаже в пользу Германии, удалось скрыться.
После июльского кризиса Керенский предложил Кропоткину войти в состав Временного правительства. В дневнике Кропоткина имеется запись: 20 июля 1917 года. «Приезжал А. Ф. К.». На полях его рукой добавлено: «NB Министерство. Отказ». Керенский делал неимоверные усилия, примиряя непримиримое: он убеждал Кропоткина войти во Временное правительство, предлагал ему на выбор любой пост министра, — вспоминала Эмма Гольдман. — Кропоткин отказался. Он заявил, что считает «ремесло чистильщика сапог более честным и полезным». Он также отказался от ежегодной пенсии в 10 тысяч рублей, предложенной ему Временным правительством. Кропоткин был разочарован Февральской революцией и встречей с российскими анархистами — «грубыми развязными молодыми людьми, принявшими за основу принцип вседозволенности». Однако, пока в общем и целом, Временное правительство он поддерживал.

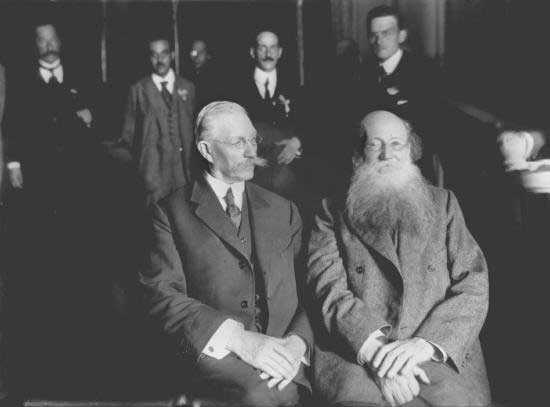
П. Н. Милюков и Кропоткин — участники Государственного совещания. Москва, 1917

В середине августа 1917 года Кропоткин участвовал в созванном по инициативе главы Временного правительства Керенского Государственном совещании, призванном упрочить позиции Временного правительства. Оно проходило в Москве в Большом театре с 12 (25) — 15 (28) августа 1917 года. К работе совещания были привлечены деятели «освободительного движения»: князь П. А. Кропоткин, Е. К. Брешкова-Брешковская, Г. А. Лопатин, Г. В. Плеханов и Н. А. Морозов. Кропоткин высказался за мирное, эволюционное развитие. Он искренне призывал всех к классовому миру во имя революции, звал «весь русский народ» продолжать войну «до победного конца». Участие Кропоткина в работе Государственного совещания осудил украинский анархо-коммунист Нестор Махно, который очень уважал Петра Алексеевича и считал одним из столпов анархизма.
16 октября культурно-просветительное общество «Народное дело», наряду с В. Г. Короленко, Ф. И. Шаляпиным, И. А. Буниным и Н. В. Чайковским, пригласило Кропоткина в члены-учредители.
Кропоткин жил в Москве, где его и застала Октябрьская революция. За два дня до неё анархист А. М. Атабекян опубликовал «Открытое письмо П. А. Кропоткину», в коем призывал Кропоткина возглавить анархическую социальную революцию, которая должна защитить трудящихся как от ожесточённой классовой борьбы, так и от «уличного большевизма».
Московское вооружённое восстание началось 25 октября (7 ноября), и только в начале ноября большевики смогли захватить город. Кропоткин тогда жил на Большой Никитской и был свидетелем революционных событий.
К Октябрьской революции Кропоткин отнёсся неоднозначно: он приветствовал сам факт свержения буржуазии и формальное установление власти в форме Советов, однако он оправданно опасался, что при отчётливой тенденции к концентрации новой власти в центре — партия, обладающая этой властью, не пожелает её ни с кем делить, а главное — не пожелает отдать её народу, в то время как революция должна стать делом всенародным, всеклассовым.

### Встреча с Нестором Махно
По воспоминаниям Н. И. Махно, в 1918 году он встречался с Кропоткиным, которого почитал как своего учителя. Махно хотел просить советов у Кропоткина относительно революционной деятельности среди украинских крестьян, но последний категорически отказался давать советы, заявив: «Этот вопрос связан с большим риском … и только вы сами можете его разрешить». По некоторым данным именно Махно содержал семью Кропоткина до 1921 года (год смерти Петра Кропоткина и ухода Нестора Махно в Румынию).

### Письмо Ленину
В разгар «красного террора» написал письмо Ленину, прося его о встрече. Ссылаясь на опыт Великой французской революции, он предостерегал от разрушительных последствий «красного террора» и всевластия ЧК:

В русском народе большой запас творческих, построительных сил. И едва эти силы начали налаживать жизнь на новых, социалистических началах среди ужасной разрухи, внесенной войной и революцией, как обязанности полицейского сыска, возложенные на него террором, начали свою разлагающую, тлетворную работу, парализуя всякое строительство и выдвигая совершенно неспособных к нему людей. Полиция не может быть строительницей новой жизни, а между тем она становится теперь державной властью в каждом городке и деревушке. Куда это ведет Россию? К самой злостной реакции…

### Жизнь в Дмитрове

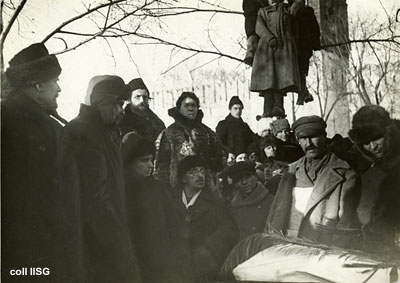
Похороны Кропоткина. Около гроба стоят Эмма Гольдман, Александр Беркман, Г. П. Максимов, А. Д. Барон

Большевики предложили Кропоткину квартиру в Кремле, кремлёвский паёк, причём народный комиссар просвещения Анатолий Луначарский написал его жене, Софье Григорьевне, письмо, в котором просил воздействовать на Кропоткина, чтобы тот не отвергал помощи, исходящей от государственной власти. Но Кропоткин от помощи твёрдо отказался.
Кропоткину трижды пришлось менять квартиру, поскольку дома «бывших буржуев», в которых он поселялся, реквизировали.
В июле 1918 года Кропоткин обосновался с женой в подмосковном городе Дмитрове, получив «охранное» удостоверение, подписанное Председателем Совнаркома В. И. Ульяновым-Лениным. В нём говорилось: «Дано сие удостоверение… известнейшему русскому революционеру в том, что советские власти в тех местах…, где будет проживать Пётр Алексеевич Кропоткин, обязаны оказывать ему всяческое и всемерное содействие… представителям Советской власти в этом городе необходимо принять все меры к тому, чтобы жизнь Петра Алексеевича была бы облегчена возможно более…»
Друг Льва Толстого, граф М. А. Олсуфьев, прежде уездный предводитель дворянства, продал ему за символическую плату пустующий дом на бывшей Дворянской улице, переименованной в Советскую (ныне — Кропоткинская). Несмотря на трудные условия жизни, Кропоткин продолжил активную общественную деятельность, тесно сотрудничал с Дмитровским союзом кооперативов, продолжал работу над новой книгой — «Этика». Дмитровскому периоду жизни «князя анархистов» посвящено стихотворение С. Н. Маркова «Кропоткин в Дмитрове. Год 1919».

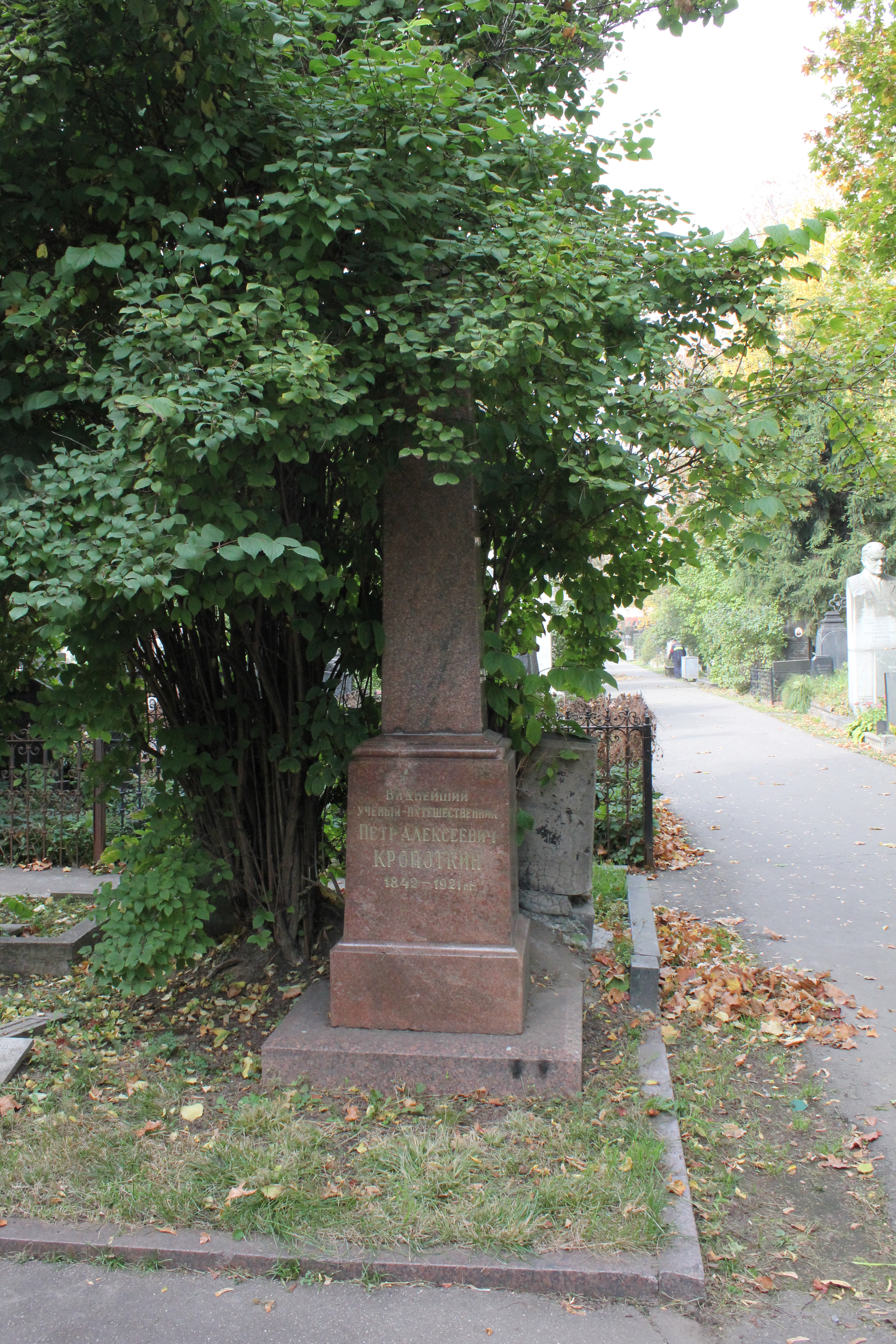
Могила Кропоткина на Новодевичьем кладбище Москвы

В начале 1921 года Кропоткин тяжело заболел воспалением лёгких. Ленин экстренно направил в Дмитров группу лучших врачей во главе с народным комиссаром здравоохранения Н. А. Семашко и В. Д. Бонч-Бруевичем.

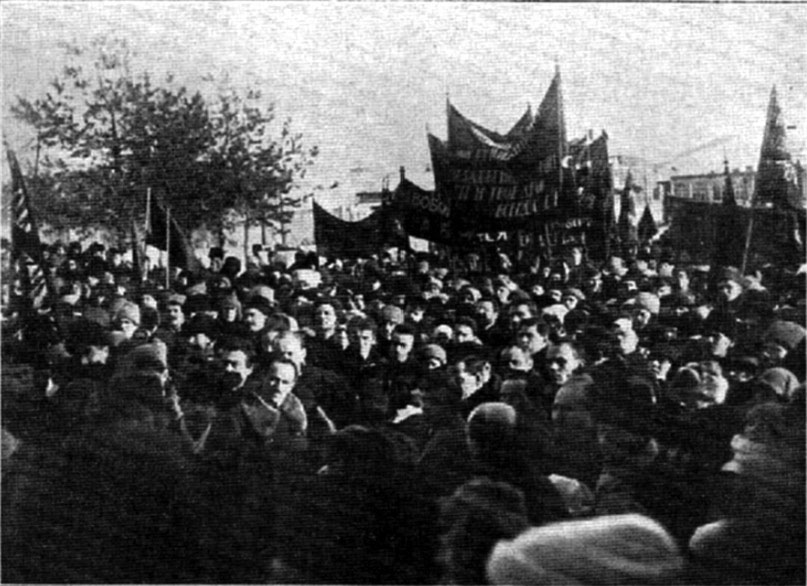
Похороны Кропоткина

8 февраля 1921 года П. А. Кропоткин «в 3 часа 10 минут утра тихо скончался» в возрасте 78 лет. 9 февраля центральные газеты на первых полосах поместили траурное объявление Президиума Московского совета рабочих, крестьянских и красноармейских депутатов, извещавшее о смерти «старого закалённого борца революционной России против самодержавия и власти буржуазии».
10 февраля в Дмитров прибыл специальный траурный поезд, на котором гроб с телом был доставлен в Москву и установлен для прощания в Колонном зале Дома Союзов (бывшем здании московского Дворянского собрания) на Большой Дмитровке. Это положило начало многолетней советской традиции. С Кропоткиным прощались в течение двух дней — пришли сотни делегаций от заводов, фабрик и учреждений Москвы, тысячи простых людей. Около гроба в почётном карауле стояли и анархисты, в том числе и арестанты, выпущенные под честное слово из тюрьмы на похороны того, кого они считали своим вождём. 13 февраля состоялись похороны П. А. Кропоткина на Новодевичьем кладбище.

## Об анархизме и государстве
По мнению П. А. Кропоткина, анархизм происходит из того же революционного протеста, того же людского недовольства, что и социализм; и результатом революции он видит установление «безгосударственного коммунизма». Новый общественный строй виделся ему как вольный федеративный союз самоуправляющихся единиц (общин, территорий, городов), основанный на принципе добровольности и «безначалья». Предполагалось коллективное ведение производства, коллективное распределение ресурсов и вообще коллективность всего, что относится к экономике, к сфере услуг, к человеческим взаимоотношениям. Коллектив представлял бы собой группу заинтересованных в своей деятельности людей, которые понимали бы, зачем и для кого они всё это делают, чего было бы достаточно для их добровольной деятельности.
Будучи пытливым учёным и высокообразованным человеком, П. А. Кропоткин пытался подвести под анархизм какую-либо научную основу и аргументированно показать его необходимость. Для него анархизм представлялся философией человеческого общества. Метод познания П. А. Кропоткина основан на едином для всех законе солидарности и взаимной помощи и поддержки. Он стремился доказать, что дарвиновское положение о борьбе за существование следует понимать как борьбу между видами и взаимопомощь внутри видов. Взаимная помощь и солидарность — двигатели прогресса.
Кропоткин исследовал взаимопомощь среди племён бушменов, готтентотов, эскимосов, выявил её роль в создании таких форм человеческого общежития, как род и община; в период Средневековья — цехи, гильдии, вольные города; в новое время — страховые общества, кооперативы, объединения людей по интересам (научные, спортивные и др. общества). В таких человеческих организациях отсутствуют начальники, отсутствует какая-либо принудительная власть, как мы сейчас понимаем это слово, а всё основано на необходимости, понимании, увлечённости людей своим делом. Нередко возникает такая ситуация, что человек не может развить свои способности и склонности либо вообще не имеет представления о том, что ему даётся лучше всего. Всё это происходит оттого, что государство ориентировано скорее на интересы некой идеальной, несуществующей в реальности личности, а не на людей, способности которых различны, что естественно.

В Германии существовала школа писателей, которая смешивала государство с обществом, которая не могла представить себе общества без государственного подавления личной и местной свободы, отсюда и возникает обычное обвинение анархистов в том, что они хотят разрушить общество и государство и проповедуют возвращение к вечной войне каждого со всеми. Но государство — лишь одна из форм, которые принимало общество в течение своей истории.
— П. А. Кропоткин, «Государство и его роль в истории» (изд. 1921)
По мнению П. А. Кропоткина, совершенно недопустимо отождествлять правительство и государство, ведь последнее включает в себя не только существование власти над определённой частью общества, но и сосредоточение управления, общественной жизни в одном центре. Наличие государства, помимо всего прочего, предполагает возникновение новых отношений как между различными группами населения, так и между отдельными членами общества.
П. А. Кропоткин отмечает, что через историю цивилизации проходят «два течения, две враждебные традиции: римская и народная, императорская и федералистская; традиция власти и традиция свободы. … Которое нам выбрать из этих двух борющихся течений … — сомненья быть не может. Наш выбор сделан. Мы пристаём к тому течению, которое ещё в двенадцатом веке приводило людей к организации, основанной на свободном соглашении, на свободном почине личности, на вольной федерации тех, кто нуждается в ней. Пусть другие стараются, если хотят, удержаться за традиции канонического и императорского Рима!»
В обосновании этого он отмечает, что в XII—XVI веках Европа была покрыта множеством богатых городов, их ремесленники, учёные, зодчие производили чудеса искусства, открывали многое в различных областях знаний, их университеты закладывали основу науки, караваны, пересекая океаны, не только пополняли казну, но и возлагали новые знания на алтарь географии. Современное же искусство, по мнению П. А. Кропоткина, превосходит средневековое только в скорости, в динамике своего развития, а отнюдь не в качестве.
Характерной чертой всех работ П. А. Кропоткина является придание единичной человеческой личности особого значения. Личность — душа революции, и только учитывая интересы каждого отдельного человека и давая ему свободу самовыражения, общество придёт к процветанию.
Народные массы всегда склонны к взаимопомощи, в рамках одной формации постоянно создаются, воспроизводятся и поддерживаются горизонтальные связи и соответствующие учреждения, основанные на координации и на согласовании интересов: род, обычное право, средневековый город, гильдия.
История не представляет собой непрерывной линии развития, скорее неизбежную цикличность. Египет, Азия, берега Средиземноморья, Центральная Европа — поочерёдно пребывали ареной исторического развития, и каждый раз по одному и тому же сценарию. Всё начиналось с первобытного племени, затем перерастало в стадию сельской общины, далее следовал период вольных городов, а затем государство, во время которого развитие продолжалось недолго, а потом и вовсе замирало.
Например, Древняя Греция: первобытно-племенной период, медленная смена на общинный строй, период республиканских городов, сопровождавшийся расцветом, но «с Востока повеяло дыханием восточных деспотических традиций», и войны поспособствовали построению Великой Македонской империи Александра. «Водворилось государство, которое начало выжимать жизненные соки цивилизации, пока не настала смерть», — писал П. А. Кропоткин, — и таких примеров бесчисленное множество: Древний Египет, Ассирия, Персия, Палестина и т. д.
Обосновывая тенденции, характерные для народных масс, П. А. Кропоткин говорит о крестьянах, сельской общине, где имеется тысяча общих интересов: хозяйственные, соседские; объединение с целью совместного орошения, осушения болот, пахотных работ и т. д. И, соответственно, данные проблемы проще решать сообща. Аналогичная ситуация с гильдиями купцов, цехами ремесленников.
Анархическая теория П. А. Кропоткина имеет особый интерес в связи с критикой капитализма и поведения государства при капитализме. Традиционно считают, что государство есть утверждение идеи высшей справедливости в обществе и что капитализм привносит теорию невмешательства (фр. «laisser faire, laissez passer») — пусть делают, что хотят. Но в той же революционной Франции правительство позволяет нажиться за счёт рабочих, попросту не вмешиваясь. Якобинский конвент: за стачку, за образование государства в государстве — смерть! 
Из ситуации возникает неизбежная дилемма, как пишет П. А. Кропоткин: «Или государство должно быть разрушено, и в таком случае новая жизнь возникнет в тысяче и тысяче центров, на почве энергической, личной и групповой инициативы, на почве вольного соглашения. Или государство раздавит личность и местную жизнь, завладеет всеми областями человеческой деятельности, принесёт с собой войны и внутреннюю борьбу из-за обладания властью, поверхностные революции, лишь сменяющие тиранов, и — как неизбежный конец — смерть.» «Если вы хотите, как мы, чтобы полная свобода индивидуума и его жизни были уважаемы — вы поневоле принуждены будете отвергнуть владычество человека над человеком, какого бы вида оно ни было; вы будете принуждены принять принципы анархизма, которые вы так долго отвергали».
В своих философских воззрениях Кропоткин был последователем Огюста Конта и Герберта Спенсера. Критически относился к «метафизической» традиции. Упрекал в «схоластике» представителей немецкого классического идеализма, в первую очередь Гегеля. На смену «отвлечённому философствованию», считал Кропоткин, должен прийти «истинно научный метод».  Общественным идеалом Кропоткина был анархический (безгосударственный) коммунизм, в котором революционным путём (социальная революция) будет полностью ликвидирована частная собственность. Будучи убеждённым противником любой формы государственной власти, Кропоткин не принимал идею диктатуры пролетариата.

## Общественная и политическая деятельность
Основал и издавал в Швейцарии в Женеве газету на французском языке «Le Révolté» («Бунтарь»), которая пользовалась исключительной популярностью; газета почти целиком заполнялась статьями, написанными самим П. А. Кропоткиным; за революционную пропаганду выслан из Швейцарии во Францию, где продолжил пропагандистскую деятельность.
Основал и издавал в Англии общественно-политическую газету Freedom (Свобода)
Летом 1917 года Кропоткин вернулся в Россию. 12 июня при огромном стечении народа он вышел из вагона поезда на вокзале в Петрограде. Среди тысяч встречавших его были министры временного правительства. А. Ф. Керенский предложил Кропоткину в Правительстве любой министерский пост по его выбору, включая пост Председателя Правительства. Кропоткин решительно отказался от предложения — но принял участие в Государственном совещании в августе того же года.
После Октябрьской революции в ноябре 1917 года первоначально положительно воспринял первые Декреты Совета народных комиссаров — нового правительства Российской республики. Но затем Кропоткин обнаружил, что новая власть большевиков ликвидировала демократические права и свободы, и опирается в своей деятельности на диктатуру, террор и вооружённое принуждение. Как убеждённый демократ Кропоткин стал в активную оппозицию к существующей власти.

П. А. Кропоткин не менее двух раз лично встречался с В. И. Ульяновым, председателем Совета Народных комиссаров. Кропоткин обвинил Ульянова-Ленина в порождении класса новой бюрократии, развязывании Гражданской войны и «красного террора» по отношению к инакомыслящим. П. А. Кропоткин написал несколько писем к В. И. Ульянову-Ленину с изложением своих гражданских и политических взглядов. Письма Кропоткина к Ульянову-Ленину были спрятаны в государственных архивах без права доступа на протяжении всего существования СССР и обнаружены и опубликованы историками лишь в 1990-е годы. В одном из писем к Председателю Совета народных комиссаров Кропоткин писал: 
Бросаться в красный террор, а тем более брать заложников <...> недостойно социалистической революционной партии и позорно для её руководителей <...> Открыть эру красного террора — значит признать бессилие революции, идти далее по намеченному его [террора] пути, значит признать свою скорую кончину <...> Полиция не может быть строительницей новой жизни. А между тем, она [полиция] становится теперь верховной властью в каждом городе и деревушке. Куда это ведёт Россию? К самой злостной реакции!
Своими хлопотами П. А. Кропоткин спас от расстрелов и тюремного заключения много невиновных людей, среди которых были известный историк С. П. Мельгунов и юрист П. А. Пальчинский. Ульянов-Ленин лично отдал распоряжение органам ВЧК-ГПУ, чтобы «старика не трогали», однако последние годы своей жизни в Дмитрове П. А. Кропоткин находился под неусыпным наблюдением чекистов.

## Вклад в науку

###### История и этнография
- Оставил заметки об истории пограничной службы в Российской империи на границе с Цинской империей в Восточной Сибири.
- Оставил этнографические заметки о культуре, верованиях и обычаях бурятов, монголов, тувинцев, тофаларов и других сибирских народов, а также о русских казаках в Сибири.

###### География
- Наблюдал и описал явление полярного сияния над озером Байкал в 1861 году; опубликовал заметку в английском журнале «Nature».
- Открыл и исследовал Витимское плоскогорье; по результатам экспедиции написал статью.
- Открыл две области новейшего неоген-четвертичного вулканизма в Азии: на Витимском плоскогорье и в маньчжурском хребте Ильхури-Алинь; по результатам исследований написал статьи.
- Создал схему орографии Восточной Сибири и Азии в целом; Статья «Орография Азии» издана в «Geographical Journal».
- Занимал должность секретаря Отдела физической географии Русского географического общества. Получал также предложение занять оплачиваемую должность секретаря РГО, но отказался[35][36].
- Обнаружил искусство картографии у местных народов Сибири.
- Написал цикл очерков «Из восточной Сибири» (более 20 публикаций в издании «Современная летопись» — приложении к газете «Московские ведомости»).
- Подробно описал маньчжурские области, лежащие по реке Сунгари.
- Заложил основы новой науки: социальной географии; в США — «Radical Geography»; Первый в мире том научных статей новой дисциплины вышел в Чикаго (США) в 1977 году с посвящением П. А. Кропоткину и публикацией его статьи.

###### Лимнология
- Изучил залив Провал на озере Байкал и описал увиденное в итальянском научном обозрении.
- Выдвинул и обосновал гипотезу о том, что первоначально озеро Байкал было бессточным водоёмом.
- Сделал предположение о том, что Тункинская и Окинско-Илезская горные впадины первоначально были озёрами.
- Дал краткое описание озёр в долинах рек Ока Саянская и Жомболок, залитых базальтом.
- Обнаружил небольшое озеро в кратере одного из вулканов долины реки Хи-Гол.
- Обнаружил и исследовал следы послеледникового Озёрного периода в истории Евразии. Ввёл палеолимнологическое понятие и термины «Озёрный период» и «Высыхание Евразии».
- Написал книгу «Высыхание Евразии»; издана Королевским Географическим обществом в Лондоне.
- Прочёл лекцию «О Ледниковом и Озёрном периоде» (Дмитров, 1920).
- Составил план-проспект будущей монографии «О Ледниковом и Озёрном периоде».

###### Геоморфология
- Выдвинул следующие гипотезы:
  1. Озеро Байкал было замкнутым водоёмом, не имеющим стока; современный и единственный исток Байкала есть результат водной эрозии, когда исток реликтовой реки поднимался всё выше по склону и, наконец, пропилив горную перемычку, превратился в исток из озера Байкал.
  2. Река Иркут первоначально впадала в Байкал.
  3. Окинско-Илезская впадина первоначально являлась озером; река Ока Саянская пропилила горные хребты и осуществила сброс озёрных вод из впадины.
- Изучил последствия землетрясения на озере Байкал в 1862 году, осмотрев участок земной коры — часть Цаганской степи, который в результате тектонических подвижек опустился в воды озера вместе с жилыми постройками, людьми и пасшимся скотом; публикация наблюдений в итальянском научном обозрении.
- Указал на асимметричность Тункинской впадины и её бортов.
- Толщи рыхлых отложений в верхней части долины реки Иркут имеют древнеледниковое происхождение.
- Окинские вулканы и базальтовый поток в долинах рек Ока Саянская и Жомболок имеют послеледниковый возраст.
- Базальтовый поток перегородил русло реки Ока Саянская (она же Ок-Хем, она же Аха), а затем был прорван водным потоком.
- Рельеф Восточного Саяна носит явные следы ледникового оледенения и обработки рельефа последним ледником.
- Указал на широкое распространение курумов в Восточном Саяне и на Витимском плоскогорье, называя курумы «крупнообломочными осыпями».

###### Геология
- Обнаружил и исследовал следы ледникового периода в Восточной Сибири; доказал существование ледникового периода в геологической истории Сибири.
- Заложил основу теории четвертичных оледенений. Одним из первых использовал термин вечная мерзлота, хотя, вопреки распространённому заблуждению, не является его автором[37]. Доклад о существовании в недалёком прошлом ледниковой эпохи он сделал 21 марта 1874 года, а на следующий день был арестован за принадлежность к тайному революционному кружку и заключён в Петропавловскую крепость, где учёному была предоставлена возможность свободно читать и работать, благодаря чему он подготовил ещё несколько трудов.
- Исследовал и описал Окинские вулканы и базальтовый поток в долинах рек Хи-Гол и Жомболок в Восточном Саяне; указал возраст вулканов и базальтового потока, собрал образцы вулканогенных пород.
- Оставил коллекции горных пород, собранных в экспедициях.
- В 1864 году обнаружил вулканогенный рельеф в хребте Ильхури-Алинь и описал вулкан неоген-четвертичного возраста, что стало сенсацией в научных кругах Европы, подтвердив тем самым гипотезу А. Гумбольдта о существовании вулканических областей в центральных районах Азии.
- В 1865 году осмотрел и дал описание вулканогенных формаций в Тункинской котловине по левому берегу реки Иркут.
- В 1865 году исследовал и описал Окинские вулканы и базальтовый поток в долинах рек Хи-Гол и Жомболок в Восточном Саяне; точно указал возраст вулканов и базальтового потока; определил барометрически высоту одного из конусов; выполнил рисунки двух вулканов, которые были напечатаны литографически, как иллюстрации к научной статье.
- В 1868 году обнаружил свежие следы вулканической деятельности на Витимском плато; позднее в XX веке это открытие подтвердилось, когда здесь были обнаружены вулканы неоген-четвертичного возраста.
- В 1867 году совместно с инженером Зотиковым создал сейсмометр и испытал прибор в Восточной Сибири.
- Предложил создать сеть сейсмологических пунктов наблюдения в Сибири, что, по его мнению, могло бы разрешить проблему происхождения озера Байкал.

###### Биология
Оставил рукопись научного труда «Биология» и написал серию статей по проблемам биологии в английском журнале «The Nineteenth Centure»:
- «Наследование приобретённых признаков».
- «Прямое воздействие среды на растения».
- «Реакция животных на их окружение».
- «Наследственные изменения у животных», Лекция, прочитанная на Евгеническом конгрессе; напечатана в 1915 году.

###### Биосоциология и биоэволюция
В книге «Взаимная помощь как фактор эволюции» (1907) выдвинул гипотезу о преимущественном значении взаимопомощи перед конкуренцией в естественном отборе по Дарвину в прогрессивной эволюции видов (включая человека).

###### Политология
- Написал книгу «Государство и его роль в истории», 1896 год.

###### Науковедение
- Написал серию статей, посвящённых проблемам науки, её истории и перспективам в различных областях.
- Написал цикл научных обзоров в рубрике «Естествознание» в газете «Санкт-Петербургские ведомости».
- Написал книгу «Современная наука и анархия» (понимал под анархией независимость[источник не указан 3896 дней] жизни и деятельности человека от вмешательства государства).
- Выявил и обосновал положение, согласно которому, пожилые учёные в своём подавляющем большинстве не в состоянии изменить свои устаревающие взгляды; тезис Кропоткина: научные взгляды, теории и школы не изменяются, а сохраняются вместе с их носителями.

###### Культурология
- Прочитал Курс лекций по истории русской литературы в Институте Лоуэла в Бостоне, США; опубликованы отдельной книгой «Идеалы и действительность в русской литературе» в 1901 году — в Бостоне на английском языке, в 1907 году — в Санкт-Петербурге.

###### Этика
- Справедливость и нравственность. Публичная лекция II (повторная), прочитанная в Лондонском этическом обществе.
- Написал книгу «Этика: Происхождение и развитие нравственности». — Петроград, Москва: Голос труда, 1921.
- Оставил неоконченную рукопись научного труда «Этика», 1921 год. Первый том издан.

###### Психология
- Книга «Взаимопомощь как фактор эволюции» как фундамент психопрофилактического, психотерапевтического направления и самоорганизации. Концепции взаимопомощи легли в основу социально-психологических практик: от профориентации до поддерживающей групповой психотерапии[38].

## Членство в организациях
- Императорское Русское Географическое Общество (ИРГО)
  - 1869 — Член-сотрудник Сибирского отделения ИРГО[39].
  - 1871 — Секретарь Отделения физической географии ИРГО.

## Награды
- 1865 — Малая золотая медаль Императорского русского географического общества по отделению физической географии — «Чл.-сотр. Сибирского Отдела кн. П. А. Кропоткину, за путешествие его вверх по Сунгари до китайского города Гириня, и из Цурухайтуевского караула на Аргуни в Маньчжурский город Мергень, а оттуда в Благовещенск»[40].

## Семья
Жена (с 8 октября 1878 года) — Софья Григорьевна Рабинович (1856, Киев — 15 декабря 1941, Москва), переводчица; дочь революционера, носившего подпольную кличку «Ананьев». Детство провела в Томске, куда был сослан её отец. В Женеве познакомилась с Петром Кропоткиным.
Дочь — Александра Петровна Кропоткина (15 апреля 1887, Бромли — 4 июля 1966, Нью-Йорк). Возлюбленная Сомерсета Моэма в 1912 году. Выведена Моэмом в его рассказе «Бельё мистера Харрингтона» (1928) под именем Анастасии Александровны Леонидовой. Приехала в Россию из Великобритании летом 1915 года вместе с мужем, юристом и литератором Борисом Фёдоровичем Лебедевым (1877—1948), после Февральской революции. Эмигрировала из РСФСР после смерти отца в 1921 году. Вторично вышла замуж в США за журналиста Л. Хаммонда. Чуковский пишет: «Саша была здоровая, круглощекая девушка, отнюдь не преданная доктринам отца. Говорила она с английским акцентом».

### Трёхлетний брачный договор
Брак между Петром Кропоткиным и Софьей Ананьевой-Рабинович был заключён без церковных обрядов, на анархических принципах полного равноправия в виде трёхлетнего договора, предусматривающего возможность расторжения или продления каждые три года.
Данный договор непрерывно продлевался супругами 14 раз, в результате чего их брак продлился 43 года, вплоть до смерти Петра Кропоткина в возрасте 78 лет.

## Память

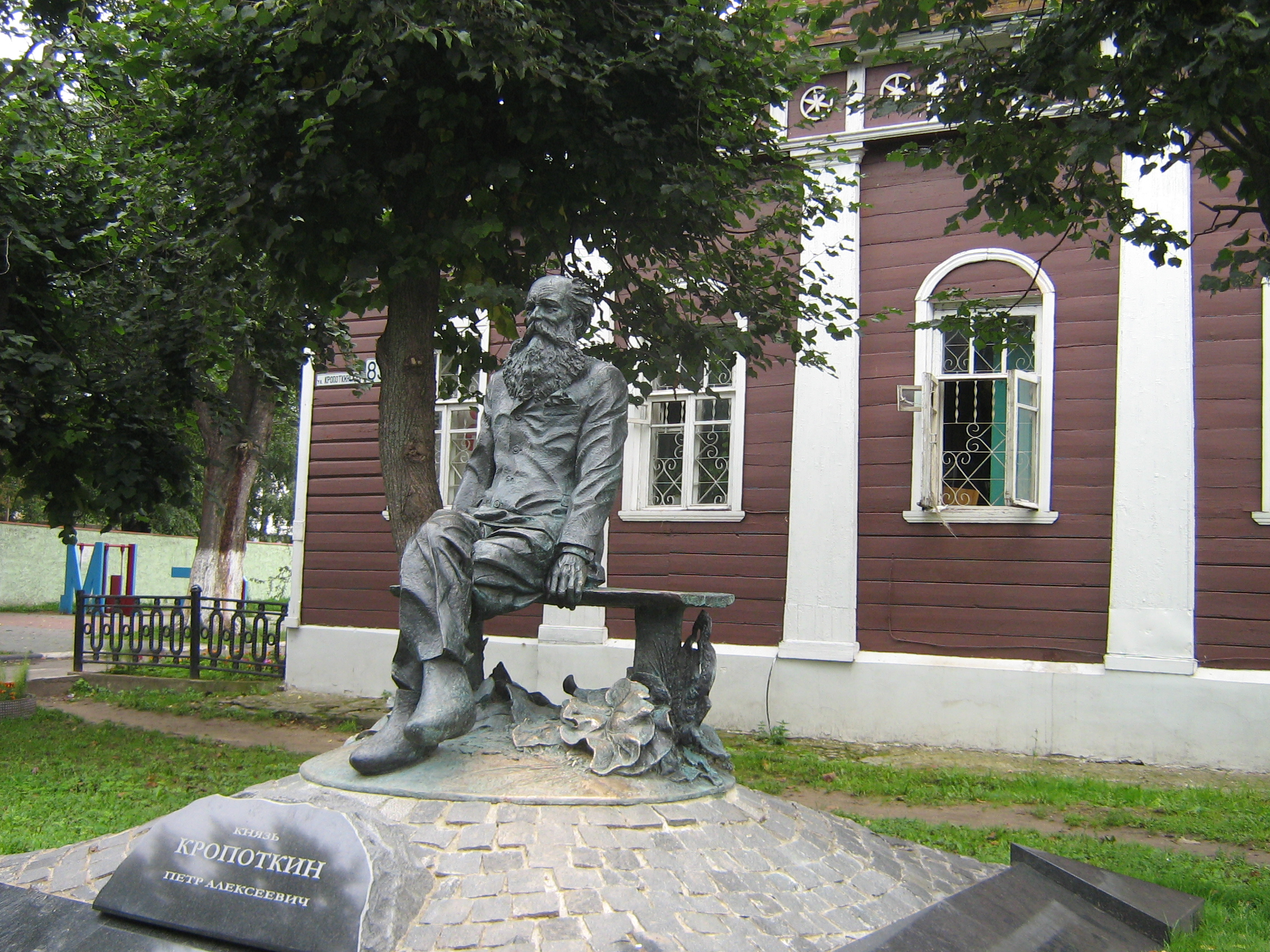
Памятник П. А. Кропоткину в г. Дмитрове на улице Кропоткинской

#### Улицы, названые в честь П. А Кропоткина
Москва:
- Кропоткинский переулок (быв. Штатный переулок), 26 — дом, где Пётр Кропоткин родился и провёл детство. С 1925 по 1939 год в здании располагался музей П. А. Кропоткина[45][46]. На здании установлена мемориальная доска[47].
- Малый Лёвшинский переулок, 4 (до 1855), дом не сохранился.
- Малый Власьевский переулок, 8 — жил в 1855—1857 годах и приезжал позднее к отцу, дом не сохранился.
- Леонтьевский переулок, 26 — жил некоторое время после возвращения в Россию.
- Кропоткинский переулок в Москве (площади, набережной и улице его имени были возвращены дореволюционные названия в 1994 году).

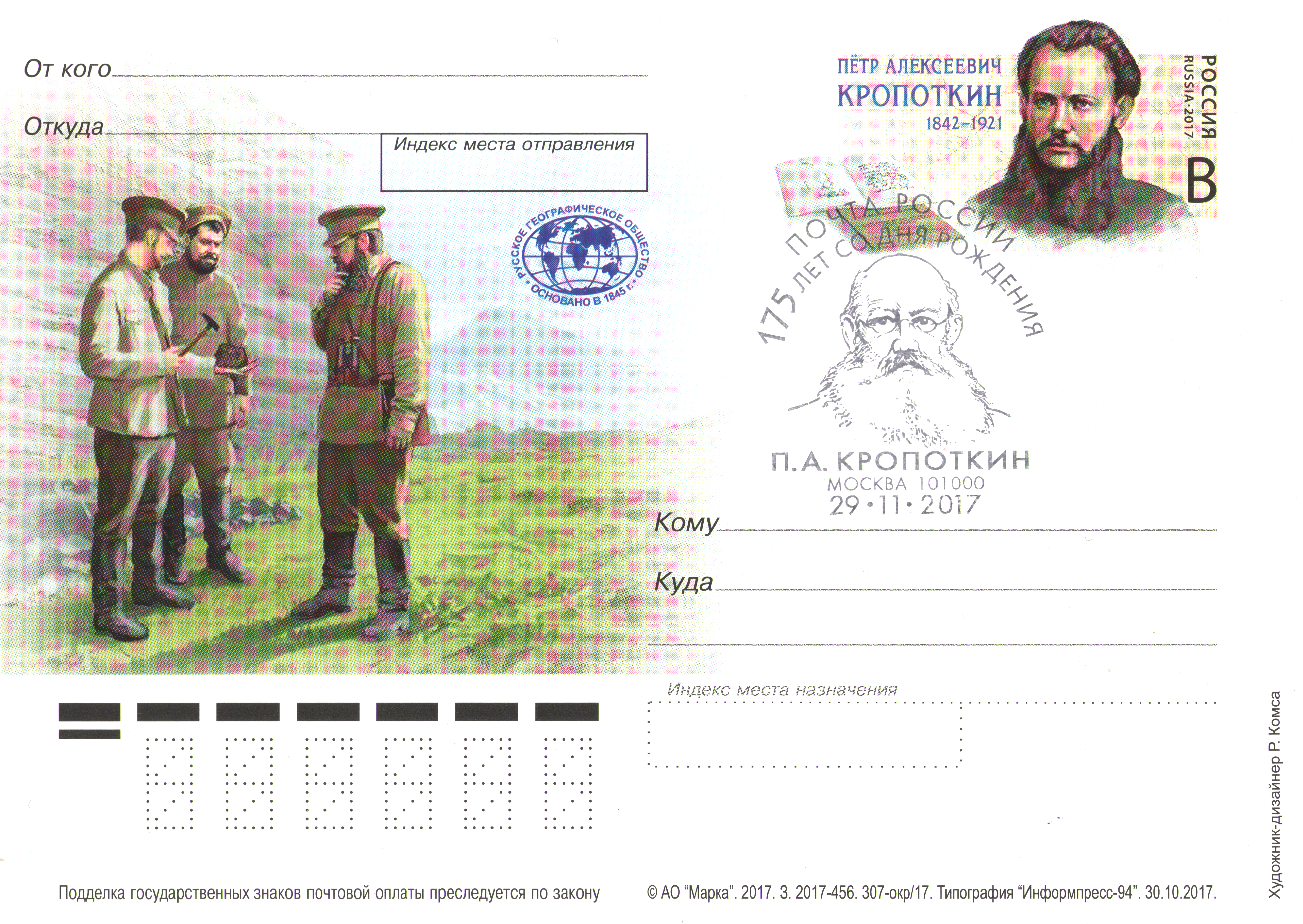
Почтовая карточка с гашением первого дня в честь 175-летия со дня рождения Петра Кропоткина

#### Названы (переименованы) в честь Кропоткина и носят его имя
- Город Кропоткин в Краснодарском крае (с 1921 года).
- Посёлок Кропоткин в Иркутской области (с 1930 года).
- Село Кропоткино, Раздольненский район, Крым (с 1948 года).
- Библиотека им. П. А. Кропоткина в Твери (с 1920 года, до этого была библиотекой Тверского посреднического товарищества кооперативов).
- Потухший вулкан Кропоткина в Долине вулканов на территории Бурятии.
- 72 улицы во многих городах.
- гора Кропоткина (Баренцево море, Шпицберген)[48].
- гора Кропоткина (Антарктида, Земля Королевы Мод), открыта и нанесена на карту в 1961 году, названа не позднее 1965 г[48].
- ледниковый купол Кропоткина (Баренцево море, Земля Франца Иосифа, остров Земля Александры, название присвоено советскими геологами в 1953 г.)[48].
- ледник Кропоткина (Карское море, Новая Земля); название присвоено в 1913 году участниками экспедиции Г. Я. Седова[48].
- ледник Кропоткина (Карское море, Северная Земля, остров Большевик); название присвоено в начале 1950-х годов[48].

#### Музеи П. А. Кропоткина
- 9 декабря 1923 года в Москве в доме 26 по Штатному переулку, где родился Кропоткин, был открыт мемориальный музей[49]. В экспозиции были представлены материалы, посвященные истории княжеского рода Кропоткиных, рисунки, карты и научные труды Петра Алексеевича, фотографии членов кружка «чайковцев». Отдельный интерес представлял кабинет, воспроизводивший убранство его рабочей комнаты в Англии. В 1939 году музей ликвидировали, а его собрание расформировали. Книги передали в Библиотеку им. Ленина, рукописи — в ЦГАОР, в ОПИ ГИМ, в Дмитровский районный краеведческий музей[50].
- В 2014 году в Дмитрове в доме, где жил учёный и мыслитель, был открыт Дом-музей П. А. Кропоткина[51][52].Памятник П. А. Кропоткину в городе Кропоткине

Памятник П. А. Кропоткину в городе Кропоткине

#### Другое

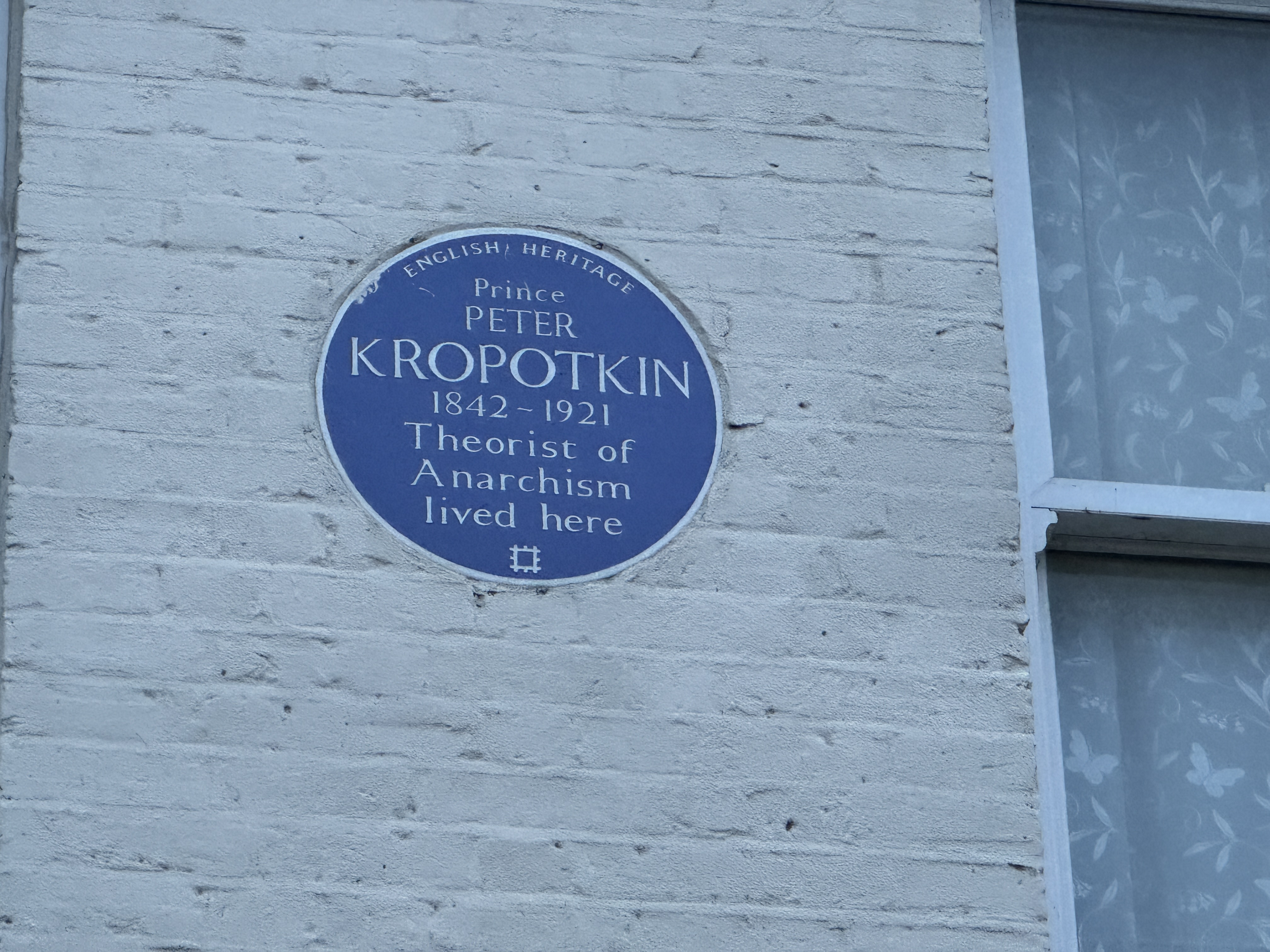
Мемориальная табличка на доме Кропоткина в Бромли

- В Бромли на доме, в котором жил Кропоткин (6 Crescent Road, Bromley BR1 3PW), в 1989 году была установлена мемориальная табличка.[53]
- В 1968 году на московской студии «Центрнаучфильм» был создан первый документальный фильм о Кропоткине — «Пётр Кропоткин» (первоначальное название «Князь-бунтовщик»). Режиссёр Е. Г. Покровский, сценарист М. Арлазоров, научный консультант Н. М. Пирумова.
- В 1988 году на киностудии «Центрнаучфильм» был создан фильм «Мятежный князь» о Кропоткине (режиссёр Томберг, Владимир Эрнестович).
- В Дмитрове в 2004 году был установлен памятник Кропоткину (скульптор — Александр Рукавишников[54][55]; фото (недоступная ссылка)); фото.
- Горный хребет в Иркутской области.
- В его честь в 1965 году или ранее названа гора на Земле Королевы Мод в Антарктиде (координаты: 71°51′ ю. ш. 6°35′ в. д.HGЯO), обнаруженная и отмеченная на карте САЭ в 1961 году[56].
- В Киеве в феврале 2013 года была проведена акция, посвящённая памяти Кропоткина. К памятнику Михаилу Грушевскому была поставлена табличка с именем Кропоткина в связи с сильным внешним сходством обоих деятелей[57].
- 14 апреля 2021 года в городе Кропоткине состоялась церемония открытия памятника, посвящённого Петру Алексеевичу Кропоткину[58][59].
- Жан Тенгели в серии скульптур создал скульптуру «Петр Кропоткин».

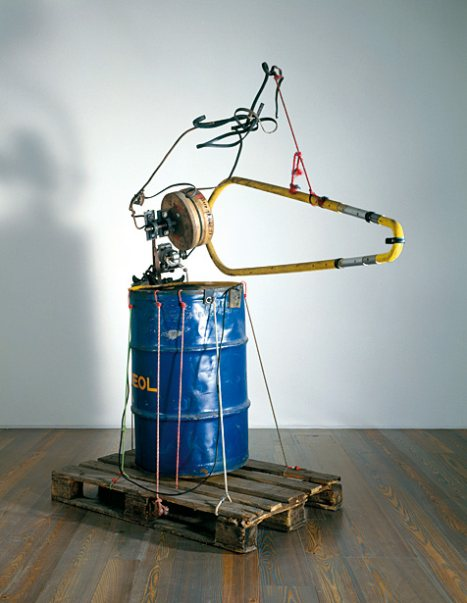
Скульптура «Пётр Кропоткин» художника Жана Тенгели

## О написании фамилии
Существует мнение, что во всех дореволюционных официальных документах Пётр Алексеевич, как и брат его Александр, упоминался как «Крапоткин». До революции 1917 года встречались оба варианта — и через «а», и через «о». В Новом Энциклопедическом Словаре Брокгауза и Ефрона — «Кропоткин». В «Британской энциклопедии» — тоже через «о».
В большинстве газетных публикаций о кончине революционера 8 февраля 1921 года его фамилия писалась «Крапоткин». Лишь в газете «Беднота», в сообщении «Памяти борца», фамилию воспроизвели через «о». После того как 15 февраля 1921 года пленумом Московского совета рабочих и крестьянских депутатов было принято постановление «Об увековечивании памяти товарища Петра Алексеевича Кропоткина», в историографии закрепилось современное написание. Несмотря на это, на многих табличках с названиями улиц до сих пор сохраняется иное написание фамилии, а один из селигерских пароходов, названный в честь революционера при его жизни ещё в 1918 году, вплоть до 1945 года носил на борту название «Крапоткин». Некоторые шведские авторы писали его фамилию как Krapotkin.